# Великий Ліс (лісовий заказник, Сокальський район)
Вели́кий Ліс — лісовий заказник місцевого значення в Україні. Розташований у межах Шептицького району Львівської області, на південний схід від міста Сокаль, біля села Комарів. 
Площа — 1469 га. Заснований рішенням Львівської облради від 9.10.1984 року, № 495. Перебуває у віданні Радехівський ДЛГ, Сокальське лісництво. 
Створено з метою збереження високопродуктивних насаджень у межах Малого Полісся. У деревостані переважають: сосново-грабовий дубняк, дубово-ясеновий чорно-вільховий ліс. У пірості: дуб, ясен, ялина, липа, граб, вільха чорна, клен, береза, берест. В підліску: ліщина, зрідка крушина ламка, черемха, бузина чорна, свидина, верба козяча, плющ. 
Трав'яний покрив: яглиця, копитняк європейський, чина весняна, маренка запашна, зірочник лісовий, медунка темна, папороть чоловіча і жіноча, горлянка повзуча, підлісник європейський, печіночниця, тонконіг гайовий, купина багатоквіткова, осока волосиста, квасениця звичайна, гравілат міський і річковий, куничник наземний, чина лісова, кропива дводомна, бузина трав'яниста тощо.